# La Valse des truands
Pour plus de détails, voir Fiche technique et Distribution.
La Valse des truands (Marlowe) est un film américain réalisé par Paul Bogart, sorti en 1969.

## Synopsis
Philip Marlowe, un détective privé, mène l'enquête sur un tueur à gages nommé Winslow Wong. En explorant plusieurs pistes, il découvre par la suite de plusieurs de ses meurtres, que l'un des proches d'une famille y est détenu. C'est alors que le meurtrier va imaginer un stratagème très "mystique".

## Fiche technique
- Titre français : La Valse des truands
- Titre original : Marlowe
- Réalisation : Paul Bogart
- Scénario : Stirling Silliphant, d'après le roman La Petite Sœur de Raymond Chandler
- Production : Gabriel Katzka (en), Sidney Beckerman
- Sociétés de production : Cherokee Productions, Metro Goldwyn Mayer, Katzka-Berne Productions
- Photographies : William H. Daniels
- Budget :
- Montage : Gene Ruggiero
- Musique : Peter Matz
- Décors : Henry Grace, Hugh Hunt
- Costumes : Florence Hackett, James Taylor
- Format : Couleur - 1.85 - 35 mm
- Pays d'origine : États-Unis
- Genre : Policier
- Date de sortie : 31 octobre 1969 (USA), 18 août 1971 (France)
- Film tout public lors de sa sortie en France
- Affiche : Jouineau Bourduge (France)

## Distribution
- James Garner (VF : Jean-Claude Michel) : Philip Marlowe
- Gayle Hunnicutt : Mavis Wald
- Carroll O'Connor (VF : Yves Brainville) : Lieutenant Christi French
- Rita Moreno (VF : Julia Dancourt) : Dolores Gonzáles
- Sharon Farrell (VF : Monique Morisi) : Orfamay Quest
- William Daniels (VF : Philippe Mareuil) : M. Crowell
- H.M Wynant : Sonny Steelgrave
- Jackie Coogan (VF : Pierre Leproux) : Grant W. Hicks
- Kenneth Tobey (VF : Robert Bazil) : Sergent Fred Beifus
- Bruce Lee (VF : Bernard Murat) : Winslow Wong
- Christopher Cary : Chuck
- George Tyne (VF : Raoul Curet) : Oliver Hady
- Corinne Camacho : Julie
- Paul Stevens (VF : Jacques Deschamps) : Dr. Vincent Lagardie
- Roger Newman : Orrin Quest
- Bartlett Robinson (non crédité) : Munsey
- Jason Wingreen (VF : Philippe Dumat) : le gérant du magasin photo Benson